# Verität
Verität (lat. veritas ‚Wahrheit‘) ist ein in der Wirtschaft und der Rechtswissenschaft verwendeter Begriff, der den rechtlichen Bestand von Forderungen bezeichnet. Das Veritätsrisiko bezeichnet das Risiko, dass der rechtliche Bestand (teilweise) nicht gegeben ist.

## Allgemeines
Der ursprüngliche Gläubiger einer Forderung kann deren Verität am besten einschätzen, weil er durch das der Forderung zugrunde liegende Schuldverhältnis mehr oder weniger intensive Beziehungen zum Forderungsschuldner hat. Wird jedoch eine Forderung – soweit zulässig – an einen neuen Gläubiger abgetreten (etwa im Rahmen eines Factoring oder einer Forfaitierung), so besitzt der neue Gläubiger keinerlei Beziehungen mehr zum Schuldner. Der neue Gläubiger erwirbt eine Forderung, zu der er eigentlich keine Beziehung hat und deshalb ohne weiteres weder deren Existenz noch deren Eintreibbarkeit beurteilen kann. In diesem Fall bürdet der Gesetzgeber dieses Veritätsrisiko dem Verkäufer auf, der sich nicht auf Unvermögen berufen kann, weil der Gesetzgeber das Vertrauen des Käufers beim Forderungskauf für schutzwürdiger hält. Der bisherige Gläubiger muss im Falle der Abtretung dem neuen Gläubiger deshalb nachweisen, dass abgetretene Forderungen tatsächlich existieren. Der Nachweis erfolgt durch Rechnungen oder Verträge, durch die die Forderungen entstanden oder zu beweisen sind und/oder durch die Bestätigung des Forderungsschuldners im Rahmen der Abtretungsanzeige (§ 409 BGB), wonach er den Bestand der Forderung anerkennt.

## Rechtsfragen
Dieses Schuldanerkenntnis des Forderungsschuldners beseitigt die Veritätsrisiken jedoch nicht vollständig. Denn der neue Gläubiger erwirbt die Forderung mit allen Nebenrechten (Vollrechtsübergang; § 401 BGB) und Einreden des Forderungsschuldners (§ 404 BGB). Durch Abtretung oder Forderungskauf werden die dem Forderungsschuldner zustehenden Einwendungen und Einreden, insbesondere Schlechtleistungs-, Anfechtungs-, Aufrechnungs-, Zurückbehaltungs- und sonstige Leistungsverweigerungsrechte (wie Schuldnerverzug), nämlich nicht berührt und bestehen unverändert fort. Der Forderungsschuldner kann diese Einreden auch dem neuen Gläubiger gegenüber geltend machen.
Für den Fall, dass sich eine übertragene Forderung als nicht existent herausstellt, müssen die Vertragsparteien entsprechende Regelungen treffen. Es kann vereinbart werden, dass der Verkäufer bei Verschulden – oder auch verschuldensunabhängig – nach den Vorschriften des § 311a Abs. 2 BGB (Schadensersatz bzw. Aufwendungsersatz) haften soll; es liegt jedoch keine Gewährleistung für Rechtsmängel der §§ 435 ff. BGB vor. Dem Käufer steht zudem ein Rücktrittsrecht nach § 326 Abs. 5 BGB beim Erwerb nicht vorhandener Forderungen zu.
Die Verität spielt bei Forderungen wegen des nicht möglichen gutgläubigen Erwerbs eine entscheidende Rolle. Weil die Existenz von Sachen durch den Eigentümer nachgewiesen werden kann, ist ihr gutgläubiger Erwerb durch Übergabe (oder Übergabesurrogate) möglich, sofern die Sachen dem Eigentümer weder gestohlen wurden, verloren gegangen oder abhandengekommen sind (§ 935 Abs. 1 BGB). Forderungen hingegen unterliegen dem Schuldrecht, das einen gutgläubigen Erwerb nicht kennt. So kann es z. B. vorkommen, dass im Wege der Abtretung eine Forderung erworben wird, die gar nicht existiert. Das kann verschiedene Ursachen haben, nämlich entweder legale (z. B. weil sie inzwischen bezahlt wurde) oder vorsätzlich vorgetäuschte Forderungen, die nie bestanden haben.

## Veritätsrisiko bei Kreditinstituten
Kreditinstitute können in vielfältiger Form mit Forderungen in Verbindung kommen. Das betrifft einerseits die Abtretung von Forderungen als Kreditsicherheit, andererseits auch ihre Rolle als Forderungskäufer bei Leasing, Factoring, Forfaitierung und ABS-Transaktionen (True Sale). Das hieraus resultierende Veritätsrisiko wurde gesetzlich im Rahmen der deutschen Bankenaufsicht definiert. In § 71 Abs. 2 SolvV wurde das Veritätsrisiko in der SolvV bis 2013 beschrieben als das „hinsichtlich des Bestands und der Realisierbarkeit einer angekauften Forderung bestehende Risiko, dass der Schuldner der angekauften Forderung nicht verpflichtet ist, in vollem Umfang zu leisten.“ Mit Ablösung der SolvV auf Basis der europäischen Capital Requirements Directive (CRD), bzw. die diese Rechtsnorm konkretisierende Capital Requirements Regulation (CRR), wurde das Veritätsrisiko neu als Verwässerungsrisiko bezeichnet. Danach bezeichnet das ""Verwässerungsrisiko" das Risiko, dass sich der Betrag einer Forderung durch bare oder unbare Ansprüche des Schuldners vermindert".  Die Legaldefinition umfasst ebenfalls sowohl die Frage des Bestandsrisikos (besteht die Forderung als solche tatsächlich, oder hat der ursprüngliche Schuldner sie möglicherweise bereits beglichen) als auch der Realisierbarkeit wegen etwaiger Einreden des Schuldners. Sofern Kreditinstitute nicht nachweisen können, dass dieses Verwässerungsrisiko [vormals Veritätsrisiko] unwesentlich ist, muss die Transaktion mit Eigenkapital unterlegt werden. Unwesentlich ist das Verwässerungsrisiko [Veritätsrisiko] etwa dann, wenn ein Schuldanerkenntnis des Forderungsschuldners vorliegt. Ein Verwässerungsrisiko  ist nicht vorhanden, wenn neben dem Schuldanerkenntnis auch ein vollständiger Einredeverzicht des Forderungsschuldners vorliegt. Das ist marktüblich bei Forfaitierungen im öffentlichen Sektor.

## Abgrenzung
Das Veritätsrisiko ist abzugrenzen vom Bonitätsrisiko, das ausschließlich die Zahlungsfähigkeit eines Schuldners im Bezug auf eine bestehende Forderung betrifft.